# Liga Campionilor 1992-1993
Liga Campionilor 1992-1993 a fost cea de-a 38-a ediție a Cupei Campionilor Europeni, și prima ediție de la redenumirea ei în Liga Campionilor UEFA.

## Runda preliminară
| Echipa 1           | Scor gen. | Echipa 2          | Tur | Retur |
| ------------------ | --------- | ----------------- | --- | ----- |
| Shelbourne         | 1–2       | Tavria Simferopol | 0–0 | 1–2   |
| Valletta           | 1–3       | Maccabi Tel Aviv  | 1–2 | 0–1   |
| KÍ                 | 1–6       | Skonto            | 1–3 | 0–3   |
| Olimpija Ljubljana | 5–0       | Norma Tallinn     | 3–0 | 2–0   |

### Prima etapă
| Shelbourne | 0 – 0  | Tavria Simferopol |
| ---------- | ------ | ----------------- |
|            | Raport |                   |

| Valletta    | 1 – 2  | Maccabi Tel Aviv    |
| ----------- | ------ | ------------------- |
| Zeretta 75' | Raport | Cohen 83' Nimni 88' |

| KÍ           | 1 – 3  | Skonto                           |
| ------------ | ------ | -------------------------------- |
| Danielsen 4' | Raport | Astafjevs 28', 46' Semjonovs 90' |

| Olimpija Ljubljana              | 3 – 0  | Norma Tallinn |
| ------------------------------- | ------ | ------------- |
| Ubavič 50' Topič 51' Vrabac 62' | Raport |               |

### A doua etapă
| Tavria Simferopol  | 2 – 1  | Shelbourne |
| ------------------ | ------ | ---------- |
| Shevchenko 8', 13' | Raport | Daly 41'   |

Tavriya Simferopol a bătut-o pe Shelbourne cu 2-1 la general.
| Maccabi Tel Aviv | 1 – 0  | Valletta |
| ---------------- | ------ | -------- |
| Melika 24'       | Raport |          |

Maccabi Tel Aviv a bătut Valletta cu 3-1 la general.
| Skonto                                    | 3 – 0  | KÍ |
| ----------------------------------------- | ------ | -- |
| Jelisejevs 4' Semjonovs 38' Astafjevs 52' | Raport |    |

Skonto a bătut-o pe KÍ cu 6-1 la general.
| Norma Tallinn | 0 – 2  | Olimpija Ljubljana       |
| ------------- | ------ | ------------------------ |
|               | Raport | Zulič 26' Djuranovič 80' |

Olimpija Ljubljana a bătut-o pe Norma Tallinn cu 5-0 la general.

## Turul doi
| Echipa 1          | Scor gen. | Echipa 2           | Tur | Retur     |
| ----------------- | --------- | ------------------ | --- | --------- |
| IFK Göteborg      | 3–2       | Beșiktaș           | 2–0 | 1–2       |
| Lech Poznań       | 2–0       | Skonto             | 2–0 | 0–0       |
| Rangers           | 3–0       | Lyngby             | 2–0 | 1–0       |
| Stuttgart         | 4–4       | Leeds United       | 3–0 | 1–4 4–4}} |
| Slovan Bratislava | 4–1       | Ferencváros        | 4–1 | 0–0       |
| AC Milan          | 7–0       | Olimpija Ljubljana | 4–0 | 3–0       |
| Kuusysi Lahti     | 1–2       | Dinamo București   | 1–0 | 0–2(aet)  |
| Glentoran         | 0–8       | Marseille          | 0–5 | 0–3       |
| Maccabi Tel Aviv  | 0–4       | Club Brugge        | 0–1 | 0–3       |
| Austria Viena     | 5–4       | CSKA Sofia         | 3–1 | 2–3       |
| Sion              | 7–2       | Tavria Simferopol  | 4–1 | 3–1       |
| Union Luxemburg   | 1–9       | Porto              | 1–4 | 0–5       |
| AEK Atena         | (a)3–3    | APOEL              | 1–1 | 2–2       |
| PSV               | 8–0       | FK Žalgiris        | 6–0 | 2–0       |
| Víkingur          | 2–5       | CSKA Moscova       | 0–1 | 2–4       |
| Barcelona         | 1–0       | Viking             | 1–0 | 0–0       |

### Prima etapă
| IFK Göteborg              | 2 – 0  | Beșiktaș |
| ------------------------- | ------ | -------- |
| Eskelinen 72' Ekström 82' | Raport |          |

| Lech Poznań                      | 2 – 0  | Skonto |
| -------------------------------- | ------ | ------ |
| Trzeciak 26' Podbrożny 41' (pen) | Raport |        |

| Rangers                 | 2 – 0  | Lyngby |
| ----------------------- | ------ | ------ |
| Hateley 40' Huistra 67' | Raport |        |

| Stuttgart                | 3 – 0  | Leeds United |
| ------------------------ | ------ | ------------ |
| Walter 63', 68' Buck 84' | Raport |              |

| Slovan Bratislava                        | 4 – 1  | Ferencváros |
| ---------------------------------------- | ------ | ----------- |
| Gostič 20' Dubovský 52', 55' Moravec 85' | Raport | Lipcsei 75' |

| AC Milan                                  | 4 – 0  | Olimpija Ljubljana |
| ----------------------------------------- | ------ | ------------------ |
| van Basten 5', 50' Albertini 7' Papin 64' | Raport |                    |

| Kuusysi Lahti | 1 – 0  | Dinamo București |
| ------------- | ------ | ---------------- |
| Rinne 19'     | Raport |                  |

| Glentoran | 0 – 5  | Marseille                                                |
| --------- | ------ | -------------------------------------------------------- |
|           | Raport | Völler 4' Martín Vázquez 21', 30' Sauzée 42' Ferreri 86' |

| Maccabi Tel Aviv | 0 – 1  | Club Brugge  |
| ---------------- | ------ | ------------ |
|                  | Report | Staelens 35' |

| Austria Viena                           | 3 – 1  | CSKA Sofia  |
| --------------------------------------- | ------ | ----------- |
| Hasenhüttl 16' Fridrikas 82' Kogler 90' | Raport | Zhivkov 57' |

| Sion                                          | 4 – 1  | Tavria Simferopol    |
| --------------------------------------------- | ------ | -------------------- |
| Hottiger 17' Túlio 35', 71' Roberto Assis 77' | Raport | Shevchenko 83' (pen) |

| Union Luxemburg | 1 – 4  | Porto                                         |
| --------------- | ------ | --------------------------------------------- |
| Deville 63'     | Raport | Semedo 41' F. Couto 47' Toni 51' Domingos 90' |

| AEK Atena      | 1 – 1  | APOEL           |
| -------------- | ------ | --------------- |
| Alexandris 41' | Raport | Hadjiloukas 73' |

| PSV                                                      | 6 – 0  | FK Žalgiris |
| -------------------------------------------------------- | ------ | ----------- |
| E. Koeman 24' Ellerman 36', 60', 64' Kieft 66' Numan 80' | Raport |             |

| Víkingur | 0 – 1  | CSKA Moscova |
| -------- | ------ | ------------ |
|          | Raport | Karsakov 75' |

| Barcelona | 1 – 0  | Viking |
| --------- | ------ | ------ |
| Amor 86'  | Raport |        |

### A doua etapă
| Beșiktaș           | 2 – 1  | IFK Göteborg  |
| ------------------ | ------ | ------------- |
| Tekin 25' Uçar 73' | Raport | Eskelinen 11' |

IFK Göteborg a bătut Beșiktaș cu 3-2 la general.
| Skonto | 0 – 0  | Lech Poznań |
| ------ | ------ | ----------- |
|        | Raport |             |

'Lech Poznań a bătut-o pe Skonto 2-0 la general.
| Lyngby | 0 – 1  | Rangers     |
| ------ | ------ | ----------- |
|        | Raport | Durrant 83' |

'Rangers a bătut-o pe Lyngby 3-0 la general.
| Leeds United                                           | 4 – 1  | Stuttgart |
| ------------------------------------------------------ | ------ | --------- |
| Speed 18' McAllister 38' (pen) Cantona 66' Chapman 80' | Raport | Buck 33'  |

| Leeds United           | 2 – 1  | Stuttgart |
| ---------------------- | ------ | --------- |
| Strachan 34' Shutt 76' | Raport | Golke 40' |

Leeds United a bătut Stuttgart cu 6-5 după ce a jucat meciul în play-off.
| Ferencváros | 0 – 0  | Slovan Bratislava |
| ----------- | ------ | ----------------- |
|             | Raport |                   |

Slovan Bratislava a bătut Ferencváros cu 4-1 la general.
| Olimpija Ljubljana | 0 – 3  | AC Milan                              |
| ------------------ | ------ | ------------------------------------- |
|                    | Raport | Massaro 33' Rijkaard 48' Tassotti 85' |

Milan a bătut-o pe Olimpija Ljubljana 7-0 la general.
| Dinamo București                | 2 – 0 (aet) | Kuusysi Lahti |
| ------------------------------- | ----------- | ------------- |
| Gerstenmájer 64' Demollari 116' | Raport      |               |

Dinamo București a bătut-o pe Kuusysi Lahti 2-1 la general.
| Marseille                       | 3 – 0  | Glentoran |
| ------------------------------- | ------ | --------- |
| Omam-Biyik 6' Pelé 12' Boli 72' | Raport |           |

Marseille a bătut Glentoran cu 8-0 la general.
| Club Brugge                    | 3 – 0  | Maccabi Tel Aviv |
| ------------------------------ | ------ | ---------------- |
| Staelens 56' Verheyen 76', 83' | Report |                  |

Club Brugge a bătut Maccabi Tel Aviv cu 4-0 la general.
| CSKA Sofia                         | 3 – 2  | Austria Viena             |
| ---------------------------------- | ------ | ------------------------- |
| Metkov 2' Andonov 60' Dragonov 73' | Raport | Flögel 28' Ivanauskas 67' |

Austria Viena a bătut-o pe CSKA Sofia cu 5-4 la general.
| Tavria Simferopol    | 1 – 3  | Sion                    |
| -------------------- | ------ | ----------------------- |
| Shevchenko 69' (pen) | Raport | Túlio 67', 77' Herr 89' |

Sion a bătut-o pe Tavriya Simferopol 7-2 la general.
| Porto                                           | 5 – 0  | Union Luxemburg |
| ----------------------------------------------- | ------ | --------------- |
| Kostadinov 16', 34' Toni 25', 61' Zé Carlos 66' | Raport |                 |

Porto a bătut Union Luxemburg cu 9-1 la general.
| APOEL                     | 2 – 2  | AEK Atena                       |
| ------------------------- | ------ | ------------------------------- |
| Gogić 77' Fasouliotis 84' | Raport | Šabanadžović 30' Alexandris 70' |

AEK Athens a bătut-o pe APOEL 3-3 la general.
| FK Žalgiris | 0 – 2  | PSV                   |
| ----------- | ------ | --------------------- |
|             | Raport | Numan 26' Romário 39' |

PSV a bătut-o pe FK Žalgiris cu 8-0 la general.
| CSKA Moscova                                         | 4 – 2  | Víkingur                    |
| ---------------------------------------------------- | ------ | --------------------------- |
| Sergeyev 24' Karsakov 37' Grishin 45' Kolesnikov 89' | Raport | Einarsson 32' Steinsson 76' |

CSKA Moscova a bătut pe Víkingur 5-2 la general.
| Viking | 0 – 0  | Barcelona |
| ------ | ------ | --------- |
|        | Raport |           |

Barcelona a bătut-o pe Viking 1-0 la general.

## Runda a doua
| Echipa 1          | Scor gen. | Echipa 2      | Tur | Retur |
| ----------------- | --------- | ------------- | --- | ----- |
| IFK Göteborg      | 4–0       | Lech Poznań   | 1–0 | 3–0   |
| Rangers           | 4–2       | Leeds United  | 2–1 | 2–1   |
| Slovan Bratislava | 0–5       | AC Milan      | 0–1 | 0–4   |
| Dinamo București  | 0–2       | Marseille     | 0–0 | 0–2   |
| Club Brugge       | (a)3–3    | Austria Viena | 2–0 | 1–3   |
| Sion              | 2–6       | Porto         | 2–2 | 0–4   |
| AEK Atena         | 1–3       | PSV           | 1–0 | 0–3   |
| CSKA Moscova      | 4–3       | Barcelona     | 1–1 | 3–2   |

### Prima etapă
| IFK Göteborg  | 1 – 0  | Lech Poznań |
| ------------- | ------ | ----------- |
| Bengtsson 87' | Raport |             |

| Rangers                      | 2 – 1  | Leeds United  |
| ---------------------------- | ------ | ------------- |
| Lukic 21' (o.g.) McCoist 37' | Raport | McAllister 1' |

| Slovan Bratislava | 0 – 1  | AC Milan    |
| ----------------- | ------ | ----------- |
|                   | Raport | Maldini 61' |

| Dinamo București | 0 – 0  | Marseille |
| ---------------- | ------ | --------- |
|                  | Raport |           |

| Club Brugge           | 2 – 0  | Austria Viena |
| --------------------- | ------ | ------------- |
| Verheyen 20' Booy 41' | Report |               |

| Sion                          | 2 – 2  | Porto                       |
| ----------------------------- | ------ | --------------------------- |
| Orlando 55' Roberto Assis 60' | Raport | Kostadinov 80' F. Couto 83' |

| AEK Atena       | 1 – 0  | PSV |
| --------------- | ------ | --- |
| Dimitriadis 53' | Raport |     |

| CSKA Moscova | 1 – 1  | Barcelona       |
| ------------ | ------ | --------------- |
| Grishin 16'  | Raport | Begiristain 57' |

### A doua etapă
| Lech Poznań | 0 – 3  | IFK Göteborg                     |
| ----------- | ------ | -------------------------------- |
|             | Raport | Ekström 28' Nilsson 47' Mild 84' |

| Leeds United | 1 – 2  | Rangers                |
| ------------ | ------ | ---------------------- |
| Cantona 85'  | Raport | Hateley 2' McCoist 59' |

| AC Milan                                    | 4 – 0  | Slovan Bratislava |
| ------------------------------------------- | ------ | ----------------- |
| Boban 28' Rijkaard 29' Simone 49' Papin 71' | Raport |                   |

| Marseille       | 2 – 0  | Dinamo București |
| --------------- | ------ | ---------------- |
| Bokšić 32', 68' | Raport |                  |

| Austria Viena                         | 3 – 1  | Club Brugge        |
| ------------------------------------- | ------ | ------------------ |
| Zsak 49' Fridrikas 73' Hasenhüttl 90' | Report | Van Der Heyden 64' |

| Porto                                                     | 4 – 2  | Sion |
| --------------------------------------------------------- | ------ | ---- |
| Jorge Costa 50' Kostadinov 63' Domingos 85' Magalhães 87' | Raport |      |

Porto beat Sion 6-2 on aggregate.
| PSV                  | 3 – 0  | AEK Atena |
| -------------------- | ------ | --------- |
| Romário 5', 51', 84' | Raport |           |

| Barcelona                 | 2 – 3  | CSKA Moscova                             |
| ------------------------- | ------ | ---------------------------------------- |
| Nadal 12' Begiristain 31' | Raport | Bushmanov 44' Mashkarin 57' Karsakov 61' |

CSKA Moscova beat Barcelona 4-3 on aggregate.

## Faza grupelor

### Grupa A
| Echipa       | M | V | R | Î | GM | GP | GD  | Pt |
| ------------ | - | - | - | - | -- | -- | --- | -- |
| Marseille    | 6 | 3 | 3 | 0 | 14 | 4  | +10 | 9  |
| Rangers      | 6 | 2 | 4 | 0 | 7  | 5  | +2  | 8  |
| Club Brugge  | 6 | 2 | 1 | 3 | 5  | 8  | −3  | 5  |
| CSKA Moscova | 6 | 0 | 2 | 4 | 2  | 11 | −9  | 2  |

Etapa One
| Rangers                  | 2 – 2  | Marseille             |
| ------------------------ | ------ | --------------------- |
| McSwegan 76' Hateley 82' | Raport | Bokšić 31' Völler 55' |

| Club Brugge  | 1 – 0  | CSKA Moscova |
| ------------ | ------ | ------------ |
| Amokachi 17' | Report |              |

Etapa Two
| Marseille                       | 3 – 0  | Club Brugge |
| ------------------------------- | ------ | ----------- |
| Sauzée 4' (pen) Bokšić 10', 26' | Report |             |

| CSKA Moscova | 0 – 1  | Rangers      |
| ------------ | ------ | ------------ |
|              | Raport | Ferguson 13' |

Etapa Three
| CSKA Moscova | 1 – 1  | Marseille |
| ------------ | ------ | --------- |
| Faizulin 55' | Raport | Pelé 27'  |

| Club Brugge    | 1 – 1  | Rangers     |
| -------------- | ------ | ----------- |
| Dziubiński 44' | Report | Huistra 72' |

Etapa Four
| Marseille                                                   | 6 – 0  | CSKA Moscova |
| ----------------------------------------------------------- | ------ | ------------ |
| Sauzée 4' (pen), 34', 48' Pelé 42' Ferreri 70' Desailly 78' | Raport |              |

| Rangers                | 2 – 1  | Club Brugge |
| ---------------------- | ------ | ----------- |
| Durrant 40' Nisbet 71' | Report |             |

Etapa Five
| Marseille  | 1 – 1  | Rangers     |
| ---------- | ------ | ----------- |
| Sauzée 18' | Raport | Durrant 52' |

| CSKA Moscova | 1 – 2  | Club Brugge                 |
| ------------ | ------ | --------------------------- |
| Sergeyev 18' | Report | Schaessens 43' Verheyen 83' |

Etapa Six
| Club Brugge | 0 – 1  | Marseille |
| ----------- | ------ | --------- |
|             | Report | Bokšić 2' |

| Rangers | 0 – 0  | CSKA Moscova |
| ------- | ------ | ------------ |
|         | Raport |              |

### Grupa B
| Echipa   | M | V | R | Î | GM | GP | GD  | Pt |
| -------- | - | - | - | - | -- | -- | --- | -- |
| Milan    | 6 | 6 | 0 | 0 | 11 | 1  | +10 | 12 |
| Göteborg | 6 | 3 | 0 | 3 | 7  | 8  | −1  | 6  |
| Porto    | 6 | 2 | 1 | 3 | 5  | 5  | 0   | 5  |
| PSV      | 6 | 0 | 1 | 5 | 4  | 13 | −9  | 1  |

Etapa 1
| AC Milan                            | 4 – 0  | IFK Göteborg |
| ----------------------------------- | ------ | ------------ |
| van Basten 33', 53' (pen), 61', 62' | Raport |              |

| Porto                       | 2 – 2  | PSV              |
| --------------------------- | ------ | ---------------- |
| Magalhães 35' Zé Carlos 75' | Raport | Romário 43', 60' |

Etapa 2
| IFK Göteborg    | 1 – 0  | Porto |
| --------------- | ------ | ----- |
| P. Eriksson 87' | Raport |       |

| PSV         | 1 – 2  | AC Milan                |
| ----------- | ------ | ----------------------- |
| Romário 66' | Raport | Rijkaard 19' Simone 62' |

Etapa 3
| PSV      | 1 – 3  | IFK Göteborg                    |
| -------- | ------ | ------------------------------- |
| Numan 7' | Raport | M. Nilsson 19' Ekström 34', 44' |

| Porto | 0 – 1  | AC Milan  |
| ----- | ------ | --------- |
|       | Raport | Papin 71' |

Etapa 4
| IFK Göteborg                             | 3 – 0  | PSV |
| ---------------------------------------- | ------ | --- |
| M. Nilsson 2' Ekström 44' Martinsson 48' | Raport |     |

| AC Milan   | 1 – 0  | Porto |
| ---------- | ------ | ----- |
| Eranio 31' | Raport |       |

Etapa 5
| IFK Göteborg | 0 – 1  | AC Milan    |
| ------------ | ------ | ----------- |
|              | Raport | Massaro 70' |

| PSV | 0 – 1  | Porto               |
| --- | ------ | ------------------- |
|     | Raport | Zé Carlos 77' (pen) |

Etapa 6
| AC Milan       | 2 – 0  | PSV |
| -------------- | ------ | --- |
| Simone 5', 18' | Raport |     |

| Porto                     | 2 – 0  | IFK Göteborg |
| ------------------------- | ------ | ------------ |
| Zé Carlos 42' Timofte 56' | Raport |              |

## Finala
| Marseille | 1 – 0  | AC Milan |
| --------- | ------ | -------- |
| Boli 44'  | Raport |          |

| UEFA Champions League 1992–93 Câștigători |
| ----------------------------------------- |
| Franța                                    |
| Olympique de Marseille Primul titlu       |

## Golgheteri
Topul marcatorilor 1992–93 Ligii Campionilor 1992-1993, excluzând faza preliminară:
| Poziție | Nume             | Club          | Goluri |
| ------- | ---------------- | ------------- | ------ |
| 1       | Romário          | PSV Eindhoven | 7      |
| 2       | Marco van Basten | Milan         | 6      |
| 2       | Franck Sauzée    | Marseille     | 6      |
| 2       | Alen Bokšić      | Marseille     | 6      |
| 5       | Johnny Ekström   | Göteborg      | 5      |
| 6       | Marco Simone     | Milan         | 4      |
| 6       | Gert Verheyen    | Club Brugge   | 4      |
| 6       | Zé Carlos        | Porto         | 4      |
| 6       | Emil Kostadinov  | Porto         | 4      |
| 6       | Tulio            | Sion          | 4      |